# Fußballclub Rot-Weiß Erfurt
El Fußballclub Rot-Weiß Erfurt és un club de futbol alemany de la ciutat d'Erfurt a l'estat de Turíngia.

## Història
El club té les seves arrels en un club de criquet fundat el 1895, que més tard, en ampliar les seves seccions esdevingué Sport Club Erfurt. Fou membre fundador de la Federació Alemanya de Futbol l'any 1900 i el 1904 ingressà a la Verband Mitteldeutscher Ballspielvereine (Lliga de Futbol d'Alemanya Central). Guanyà el campionat la temporada 1908-09 i arribà a les semifinals del campionat alemany. A partir de 1933 jugà a la Gauliga Mitte. Després de la II Guerra Mundial tots els organismes alemanys foren dissolts.
El 1946 nasqué el SG Erfurt West. L'any 1948 arribà a la final del campionat de Turíngia i l'any següent s'hi proclamà campió. Esdevingué Fortuna Efurt el 1949, KWU Erfurt el 1950 i BSG Turbine Erfurt el 1951. Els anys 1954 i 1955 s'adjudicà consecutivament la lliga de la RDA. Les dècades següents pujà i baixà entre Primera i Segona divisió. El 1965 es convertí en SC Turbine Erfurt i un any més tard es fusionà amb BSG Optima Erfurt esdevenint FC Rot-Weiß Erfurt. El 1980 arribà a la final de la Copa de la RDA perdent amb el FC Carl Zeiss Jena (3-1).

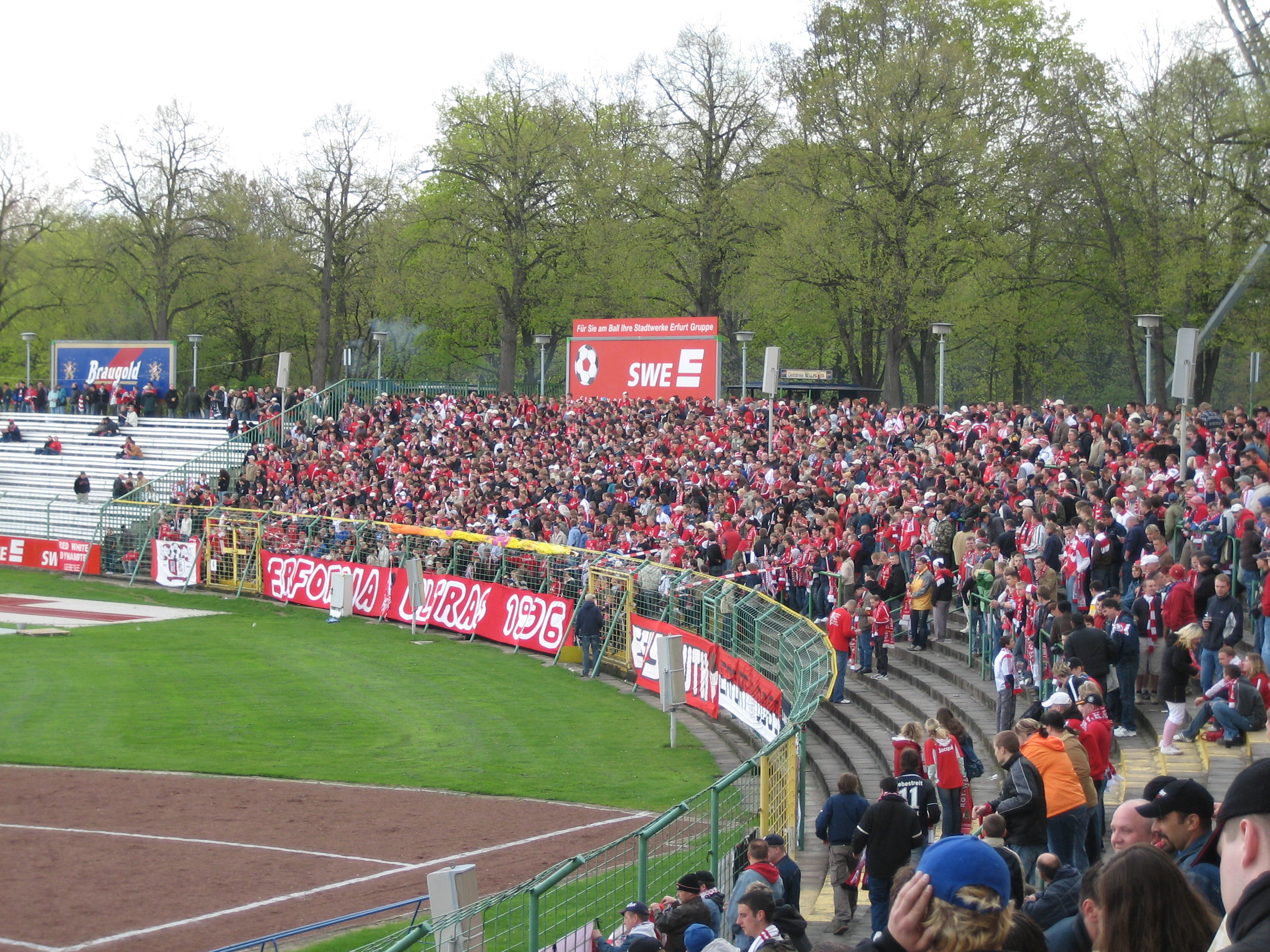
Graderia amb els seguidors "Erfordia Ultras".

## Palmarès
- Lliga de la RDA de futbol: 2
  - 1953-54, 1954-55
- Verband Mitteldeutscher Ballspiel-Vereine: 1
  - ' 1908-09
- Campionat Thüringer Gau: 12
  - 1902-03, 1903-04, 1904-05, 1905-06, 1906-07, 1907-08, 1908-09, 1909-10, 1911-12, 1916-17, 1918-19, 1919-20
- Campionat Thüringer Gau Nord: 9
  - 1910-11, 1911-12, 1913-14, 1916-17, 1917-18, 1923-24, 1926-27, 1931-32, 1932-33
- Campionat de Turíngia: 1
  - 1948-49

- Copa de Turíngia: 8
  - 1993-94, 1997-98, 1999-2000, 2000-01, 2001-02, 2002-03, 2004-05,[3] 2007-08

## Entrenadors
| - 1964-1966: Helmut Nordhaus - 1966-1970: Martin Schwendler - 1970-1971: Gerhard Bäßler - 1971-1973: Siegfried Vollrath - 1973-1978: Gerhard Bäßler - 1978-1982: Manfred Pfeifer - 1982-1984: Siegmar Menz - 1984-1987: Hans Meyer - 1987-1988: Manfred Pfeifer - 1988-1989: Wilfried Gröbner - 1990-1991: Lothar Kurbjuweit - 1991-1991: Rüdiger Schnuphase - 1991-1992: Josip Kuže - 1992-1995: Klaus Goldbach - 1995-1995: Horst Kiesewetter | - 1995-1997: Frank Engel - 1997-1997: Hans-Günter Schröder - 1997-1997: Rudi Gores - 1997-2000: Jürgen Raab - 2000-2000: Frank Engel - 2000-2001: Hans-Ulrich Thomale - 2001-2002: Jens Große - 2002-2003: Michael Feichtenbeiner - 2003-2003: Alois Schwartz - 2003-2005: René Müller - 2005-2005: Ján Kocian - 2005-2008: Pavel Dotchev - 2008-2008: Heiko Nowak - 2008-2009: Karsten Baumann - 2009: Henri Fuchs | - 2009-2010: Rainer Hörgl - 2010: Henri Fuchs - 2010-2012: Stefan Emmerling - 2012-: Alois Schwartz |